# Petropedetes
Petropedetes Reichenow, 1874 è un genere di anfibi anuri, appartenente alla famiglia Petropedetidae.

## Distribuzione e habitat
Il genere è presente nel continente africano, nei seguenti stati: Sierra Leone, Costa d'Avorio, Nigeria, Camerun, Gabon, Repubblica del Congo, Togo, Guinea Equatoriale, Tanzania, Kenya e Uganda.

## Tassonomia
Il genere Petropedetes comprende 9 specie:
- Petropedetes cameronensis Reichenow, 1874
- Petropedetes euskircheni Barej, Rödel, Gonwouo, Pauwels, Böhme, and Schmitz, 2010
- Petropedetes johnstoni Boulenger, 1888
- Petropedetes juliawurstnerae Barej, Rödel, Gonwouo, Pauwels, Böhme, and Schmitz, 2010
- Petropedetes newtonii (Bocage, 1895)
- Petropedetes palmipes Boulenger, 1905
- Petropedetes parkeri Amiet, 1983
- Petropedetes perreti Amiet, 1973
- Petropedetes vulpiae Barej, Rödel, Gonwouo, Pauwels, Böhme, and Schmitz, 2010

Sino al 2014 venivano incluse in questo genere anche altre tre specie che, sulla base dei risultati di analisi filogenetiche molecolari, sono attualmente segregate nel genere Arthroleptides:
- Petropedetes dutoiti = Arthroleptides dutoiti Loveridge, 1935
- Petropedetes martiensseni = Arthroleptides martiensseni Nieden, 1911
- Petropedetes yakusini = Arthroleptides yakusini Channing, Moyer, and Howell, 2002